# Buč Veli
Buč Veli je nenaseljeni otočić na sjeveru Kornatskom otočju. Udaljen je 60 metara od obale otoka Kornata. Pripada parku prirode Telaščica.
Površina otoka je 0,1 km2, duljina obalne crte 1489 m, a visina 42 metra.

## Vanjske poveznice
|  | Zajednički poslužitelj ima još gradiva o temi Buč Veli |